# Salfit
Salfit (em árabe: سلفيت, translit. Salfīt; em hebraico:  סלפית) é uma cidade palestina na Cisjordânia central e capital da província de Salfit localizada no Estado da Palestina. Salfit está localizada a 570 metros acima do nível do mar, adjacente ao assentamento israelense de Ariel.
De acordo com o Bureau Central de Estatísticas da Palestina (PCBS), Salfit tinha uma população de 10.911 em 2017. Desde o Acordo Provisório de 1995 sobre a Cisjordânia e a Faixa de Gaza, Salfit, localizado na Área A, tem sido administrado pela Autoridade Nacional Palestiniana, enquanto continua sob ocupação militar israelita.